# Wakabayashilith
Wakabayashilith (IMA-Symbol Wak) ist ein selten vorkommendes Mineral aus der Mineralklasse der „Sulfide und Sulfosalze“ mit der chemischen Zusammensetzung (As,Sb)6As4S14 und damit chemisch gesehen ein Arsensulfid, bei dem ein Teil des Arsens durch Antimon ersetzt (substituiert) ist.
Wakabayashilith kristallisiert im orthorhombischen Kristallsystem und entwickelt meist durchscheinende Kristalle mit faserigem bis prismatischem Habitus bis etwa zwei Zentimetern Länge, die parallel der b-Achse gestreckt sind. Die Farbe variiert zwischen einem warmen Goldton und einem kräftigen Zitronengelb. Auf der Strichtafel hinterlässt das Mineral dagegen einen orangegelben Strich. Einzelne Kristalle weisen auf ihren Flächen einen harzähnlichen Glanz auf, größere Aggregate mit eng aneinanderliegenden Kristallfasern schimmern dagegen seidig.
Mit einer Mohshärte von etwa 1,5 gehört Wakabayashilith zu den weichen Mineralen, die sich bei entsprechend großer Ausbildung ähnlich wie die Referenzminerale Talk (1) und Gips (2) mit dem Fingernagel ritzen lassen.

## Etymologie und Geschichte
Erstmals entdeckt wurde Wakabayashilith in der „Nishinomaki Mine“ in der Präfektur Gunma auf der japanischen Insel Honshū. Die Analyse und Erstbeschreibung erfolgte durch Akira Kato, Kin-ichi Sakurai und Kazumasa Ohsumi, die das Mineral nach dem japanischen Mineralogen der Mitsubishi Mining Company Yaichiro Wakabayashi (1874–1943) benannten. Es kann davon ausgegangen werden, dass die Endung „-lith“ (englisch lite) auf das altgriechische Wort lithos [λίθος] für „Stein“ zurückgeht, auch wenn die Forscher in ihrer Erstbeschreibung nicht explizit darauf hinwiesen. Andernfalls wäre das Mineral mit der im Mineralbereich bis auf wenige Ausnahmen üblichen Endung „-it“ (englisch -ite) als Wakabayashiit bezeichnet worden.
Kato, Sakurai und Ohsumi sandten ihre Untersuchungsergebnisse und den gewählten Namen 1969 zur Prüfung an die International Mineralogical Association (interne Eingangs-Nr. der IMA: 1969-024), die den Wakabayashilith als eigenständige Mineralart anerkannte. Die Publikation der Erstbeschreibung erfolgte im Jahr darauf in dem von der Geological Survey of Japan herausgegebenen Fachmagazin Introduction to Japanese Minerals.
Das Typmaterial des Minerals wird im Nationalmuseum der Naturwissenschaften (NSM) in Tokio (Japan) unter der Sammlungsnummer MA-5635 aufbewahrt. Weiteres Typmaterial soll im National Museum of Natural History in Washington, D.C. (USA) unter den Sammlungsnummern C252, 98012 und 94600 zu finden sein, was aber durch den Typmineral-Katalog der IMA nicht bestätigt wird.

## Klassifikation
In der veralteten 8. Auflage der Mineralsystematik nach Strunz war der Wakabayashilith noch nicht aufgeführt.
In der zuletzt 2018 überarbeiteten Lapis-Systematik nach Stefan Weiß, die formal auf der alten Systematik von Karl Hugo Strunz in der 8. Auflage basiert, erhielt das Mineral die System- und Mineralnummer II/F.03-020. Dies entspricht der Klasse der „Sulfide und Sulfosalze“ und dort der Abteilung „Sulfide mit nichtmetallischem Charakter“, wo Wakabayashilith zusammen mit Getchellit eine unbenannte Gruppe mit der Systemnummer II/F.03 bildet.
Die von der International Mineralogical Association (IMA) zuletzt 2009 aktualisierte 9. Auflage der Strunz’schen Mineralsystematik ordnet den Wakabayashilith in die Klasse der „Sulfide und Sulfosalze (Sulfide, Selenide, Telluride, Arsenide, Antimonide, Bismutide, Sulfarsenide, Sulfantimonide, Sulfbismutide)“ und dort in die Abteilung „Sulfide von Arsen, Alkalien; Sulfide mit Halogeniden, Oxiden, Hydroxiden, H2O“ ein. Hier ist das Mineral in der Unterabteilung „mit As, (Sb), S“ zu finden, wo es als einziges Mitglied eine unbenannte Gruppe mit der Systemnummer 2.FA.40 bildet.
In der vorwiegend im englischen Sprachraum gebräuchlichen Systematik der Minerale nach Dana hat Wakabayashilith die System- und Mineralnummer 02.11.04.01. Das entspricht der Klasse der „Sulfide und Sulfosalze“ und dort der Abteilung „Sulfidminerale“. Hier findet er sich innerhalb der Unterabteilung „Sulfide – einschließlich Seleniden und Telluriden – mit der Zusammensetzung AmBnXp, mit (m+n):p=2:3“ als einziges Mitglied in einer unbenannten Gruppe mit der Systemnummer 02.11.04.

## Kristallstruktur
Wakabayashilith kristallisiert orthorhombisch in der Raumgruppe Pna21 (Raumgruppen-Nr. 33) mit den Gitterparametern a = 25,262 Å; b = 14,563 Å und c = 6,492 Å sowie 4 Formeleinheiten pro Elementarzelle.

## Bildung und Fundorte

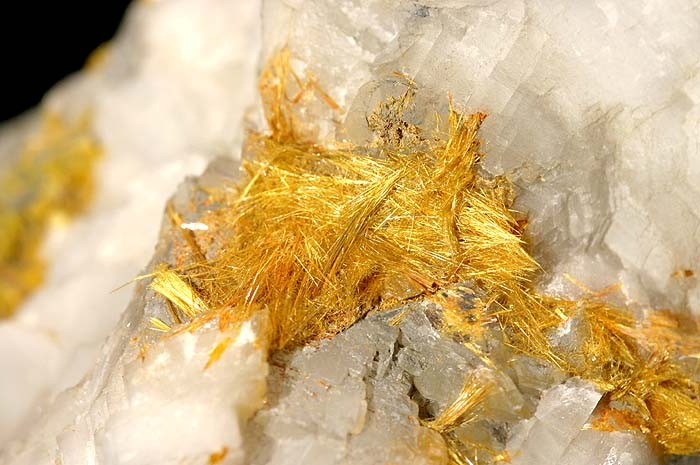
Wakabayashilit auf Calcit aus der „White Caps Mine“, Manhattan, Nye County, Nevada

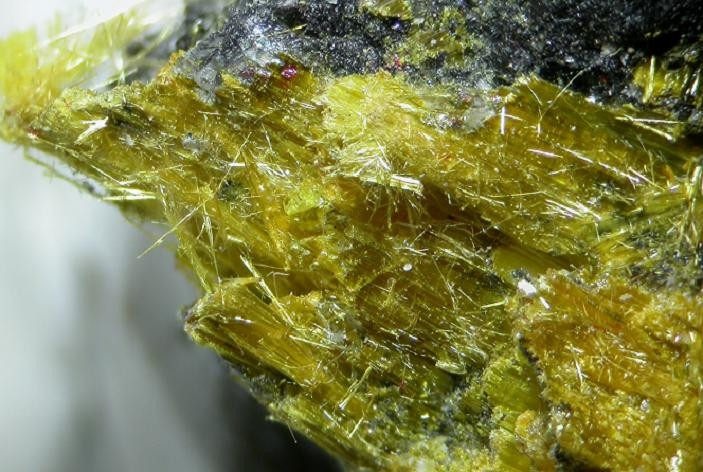
Zitronengelber Wakabayashilit aus der Chaidarkan Sb-Hg-Lagerstätte im Ferganatal, Alai-Gebirge, Kirgisistan

Wakabayashilith bildet sich vorwiegend in Form feiner Fasern in Quarz-Drusen oder auf Calcit und ist neben diesen noch mit Realgar, Auripigment, Stibnit, Pyrit und vielen anderen Sulfidmineralen vergesellschaftet zu finden.
Als seltene Mineralbildung konnte Wakabayashilith bisher nur an wenigen Orten nachgewiesen werden, wobei bisher weniger als 20 Fundstätten dokumentiert sind (Stand: 2022). Seine Typlokalität „Nishinomaki Mine“ in der Präfektur Gunma der bisher einzige bekannte Fundort in Japan.
Weitere bisher bekannte Fundorte sind unter anderem die „La Coipa Mine“ bei Diego de Almagro in der chilenischen Región de Atacama, mehrere Orte in der Volksrepublik China (Guangxi Zhuang, Guizhou und Yunnan), Jas Roux in der französischen Gemeinde La Chapelle-en-Valgaudémar (Provence-Alpes-Côte d’Azur), die Lukhumi-Arsen-Lagerstätte bei Mestia-Racha in Georgien, die Antimon-Quecksilber-Lagerstätte von Khaidarkan (Chaidarkan) im Rajon Kadamdschai (Gebiet Batken) im kirgisischen Alai-Gebirge, die hydrothermale Lagerstätte Sarabau (auch Lucky Hill Mine) mit Sb-, As- und Au-Vererzung im Bezirk Bau (Sarawak) in Malaysia, die Gal-Khaya Arsen-Quecksilber-Antimon-Lagerstätte in der ostsibirischen Republik Sacha (Jakutien) und die Goldlagerstätte Vorontsovskoye nahe Turinsk in der zum russischen Föderationskreis Ural gehörenden Oblast Swerdlowsk sowie mehrere Orte im US-Bundesstaat Nevada.
Die bisher reichhaltigsten Exemplare mit gut entwickelten Kristallen von mehreren Zentimetern Länge traten in der „White Caps Mine“ bei Manhattan im Nye County (Nevada) zutage.